# Chiesa dei Santi Silvestro e Donnino
La chiesa dei Santi Silvestro e Donnino è un luogo di culto cattolico dalle forme rinascimentali, situato in strada dei Baratti 38a, a Castione de' Baratti, frazione di Traversetolo, in provincia e diocesi di Parma; è sede di una parrocchia compresa nella zona pastorale della Pedemontana.

## Storia
L'originario luogo di culto fu costruito in epoca medievale, in località Orio, sulla sponda destra del torrente Termina di Castione, forse già nel X secolo; tuttavia, la più antica testimonianza della sua esistenza risale soltanto al 1230, quando la Capelle de Castilliono fu citata nel Capitulum seu Rotulus Decimarum della diocesi di Parma tra le dipendenze della pieve di Sant'Ambrogio di Bazzano.
Tra il XIII e il XIV secolo i Baratti, signori del luogo, riorganizzarono l'assetto del territorio, costruendo sul versante sinistro del corso d'acqua un castello, a valle del quale si sviluppò il nuovo borgo di Castiono baratorum; l'antico centro, collocato in un'area geologicamente instabile, perse gradatamente importanza, finché nella prima metà del XV secolo uno smottamento causò la distruzione di buona parte del villaggio. Fu allora che fu edificata la nuova chiesa nell'abitato di Castione de' Baratti; il luogo di culto, dedicato a san Silvestro, fu sicuramente completato entro il 1454, anno in cui fu eretto un altare laterale intitolato a san Bernardino.
Nel 1520 fu citata per la prima volta nel Catalogus Beneficiorum Civitatis et diocesis Parmae l'intitolazione della nuova chiesa di Castiono Baratorum a san Donnino, al quale era dedicata la cappella medievale di Orio. La doppia intitolazione dell'Ecclesia Sancti Silvestri seu Sancti Donnini de Castiono Baratorum apparve invece nel 1579 nel resoconto della visita apostolica del vescovo Giovanni Battista Castelli, in cui l'edificio risultava inoltre essere stato elevato a sede parrocchiale autonoma.
La chiesa, già deteriorata alla fine del XVI secolo, fu modificata e ampliata nel XVII. Inoltre, nel 1676 la giurisdizione sul luogo di culto passò alla chiesa di Sant'Eufemia di Neviano degli Arduini.
Nel 1943 l'edificio fu profondamente modificato e ampliato, con la costruzione del nuovo presbiterio absidato preceduto da transetto, la realizzazione dell'altare maggiore in marmo e la sostituzione delle volte a vela di copertura con le volte a botte e la cupola; fu inoltre restaurata la canonica, accanto alla quale fu edificato il salone della gioventù. Al termine dei lavori la chiesa fu elevata al rango di arcipretura per volere del vescovo di Parma Evasio Colli.
In seguito all'annessione di Castione de' Baratti al comune di Traversetolo nel 1951, anche la parrocchia fu unita al vicariato foraneo del capoluogo.
Nel 1953 il luogo di culto fu internamente decorato sui muri con uno zoccolo in marmo; alle pareti furono inoltre aggiunti alcuni dipinti.
Il 23 dicembre 2008 un forte terremoto interessò la zona di Castione; nel 2009 la chiesa fu quindi sottoposta a una serie di lavori di consolidamento e miglioramento sismico, completati nel 2010.

## Descrizione

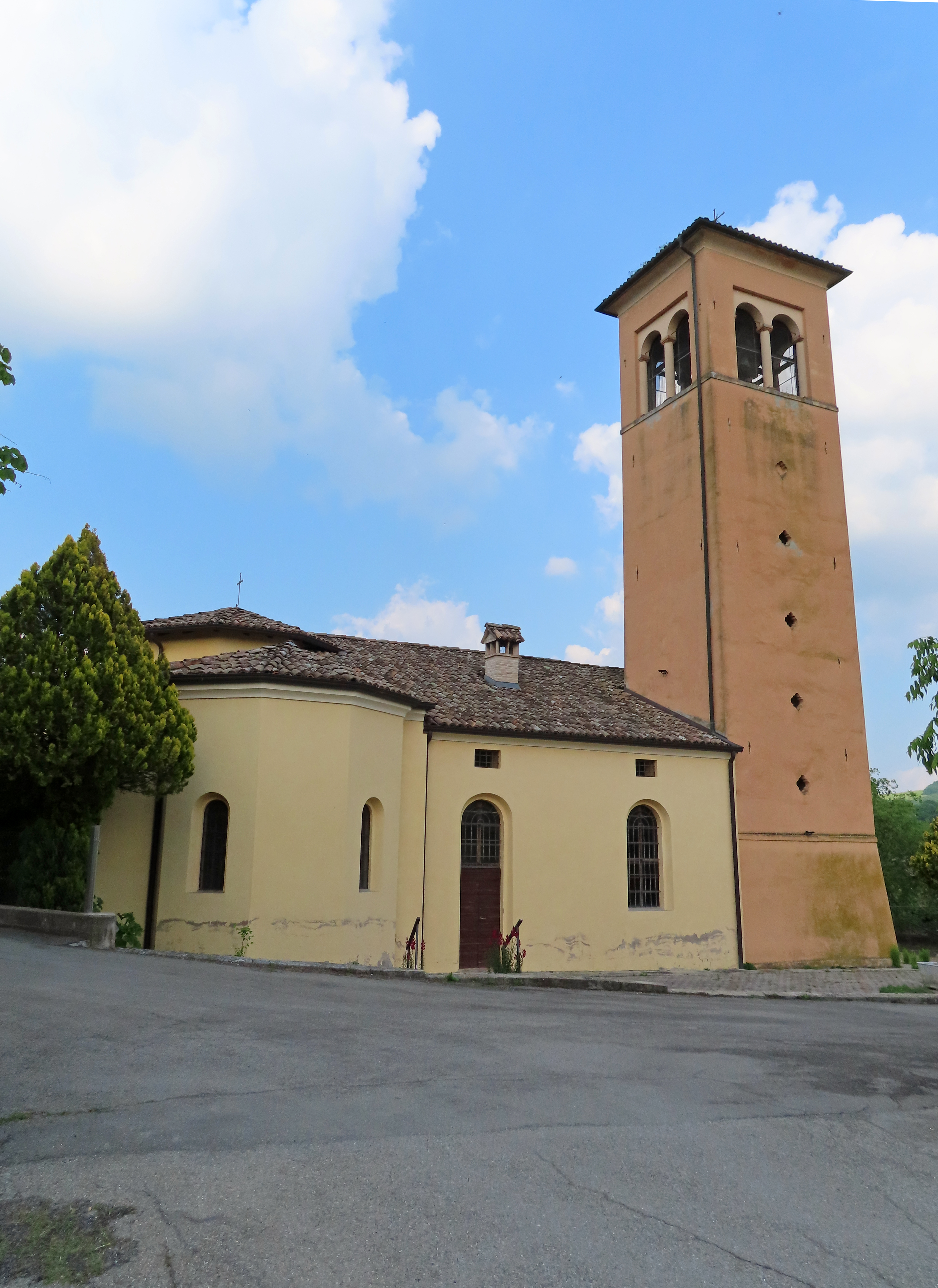
Lato sud-ovest e campanile

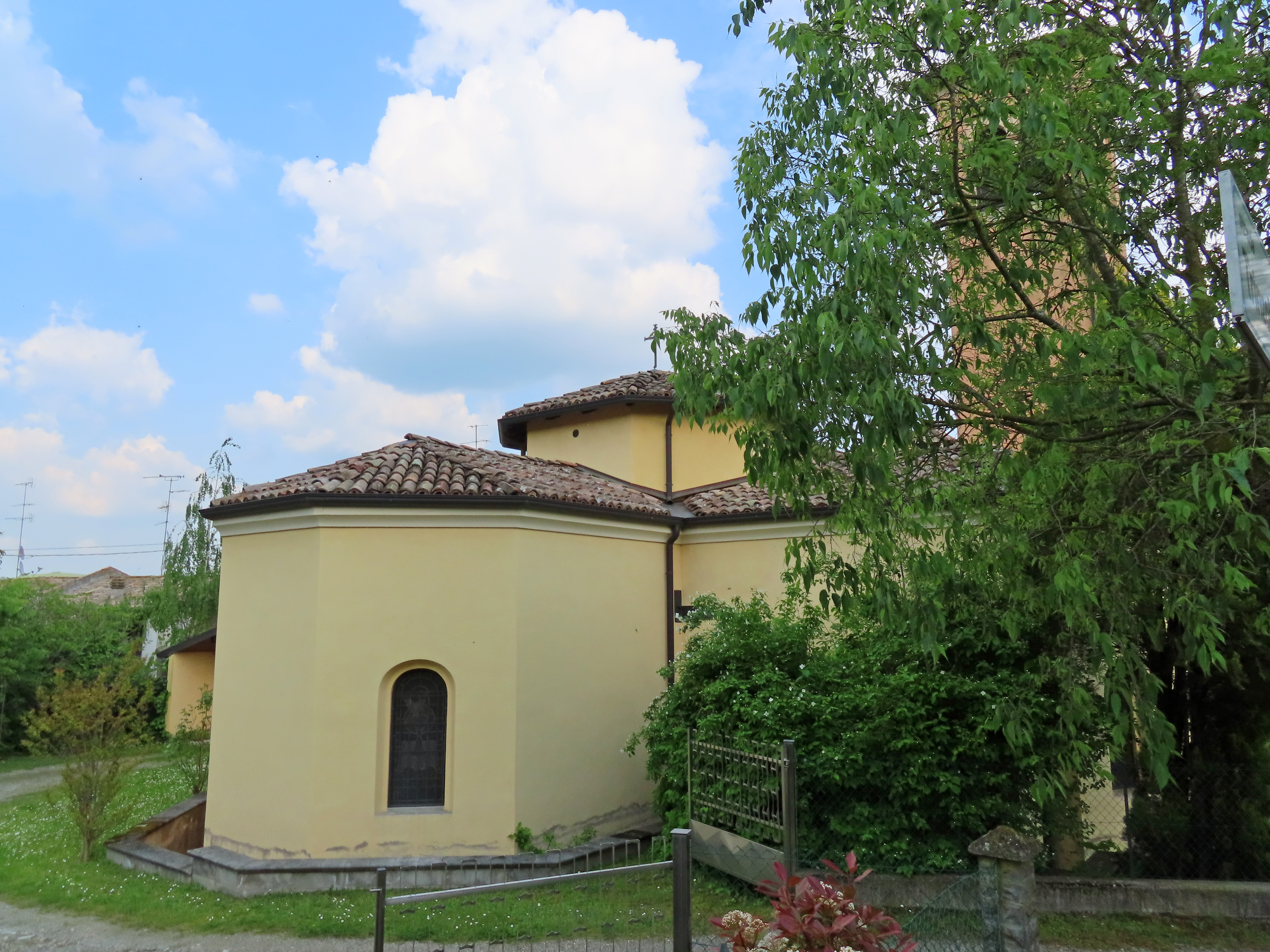
Abside

La chiesa si sviluppa su un impianto a navata unica, con transetto e profondo presbiterio absidato.
La semplice e simmetrica facciata a capanna, interamente intonacata, è preceduta dal sagrato raggiungibile dalla strada salendo alcuni gradini; al centro è collocato l'ampio portale d'ingresso delimitato da cornice in rilievo, ai cui lati sono poste due monofore strombate ad arco a tutto sesto; più in alto si apre nel mezzo una finestra rettangolare, mentre a coronamento si staglia il frontone triangolare, sormontato da una croce in sommità.
Sulla sinistra del prospetto principale si eleva l'alto campanile con basamento a scarpa; la cella campanaria si affaccia sui quattro lati attraverso bifore con colonnine centrali, aperte all'interno di grandi riquadrature.
All'interno la navata, coperta da volta a botte, è arricchita sulle pareti da alcuni quadri a olio. All'innesto tra il transetto e l'aula si eleva la cupola, decorata con dipinti.
Il lungo presbiterio absidato, coperto da volta a botte, è illuminato da due monofore ad arco a tutto sesto poste sul fondo; al centro si innalza l'altare maggiore in marmo, aggiunto nel 1943.